# Apanteles oculatus
Apanteles oculatus är en stekelart som beskrevs av Vladimir Ivanovich Tobias 1967. Apanteles oculatus ingår i släktet Apanteles och familjen bracksteklar. Inga underarter finns listade i Catalogue of Life.